# Oostelijk oranjetipje
Het oostelijk oranjetipje (Anthocharis damone) is een vlindersoort uit de familie van de Pieridae (witjes), onderfamilie Pierinae.
Anthocharis damone werd in 1836 beschreven door Boisduval.
De soort komt voor in Zuid-Europa en Klein-Azië.

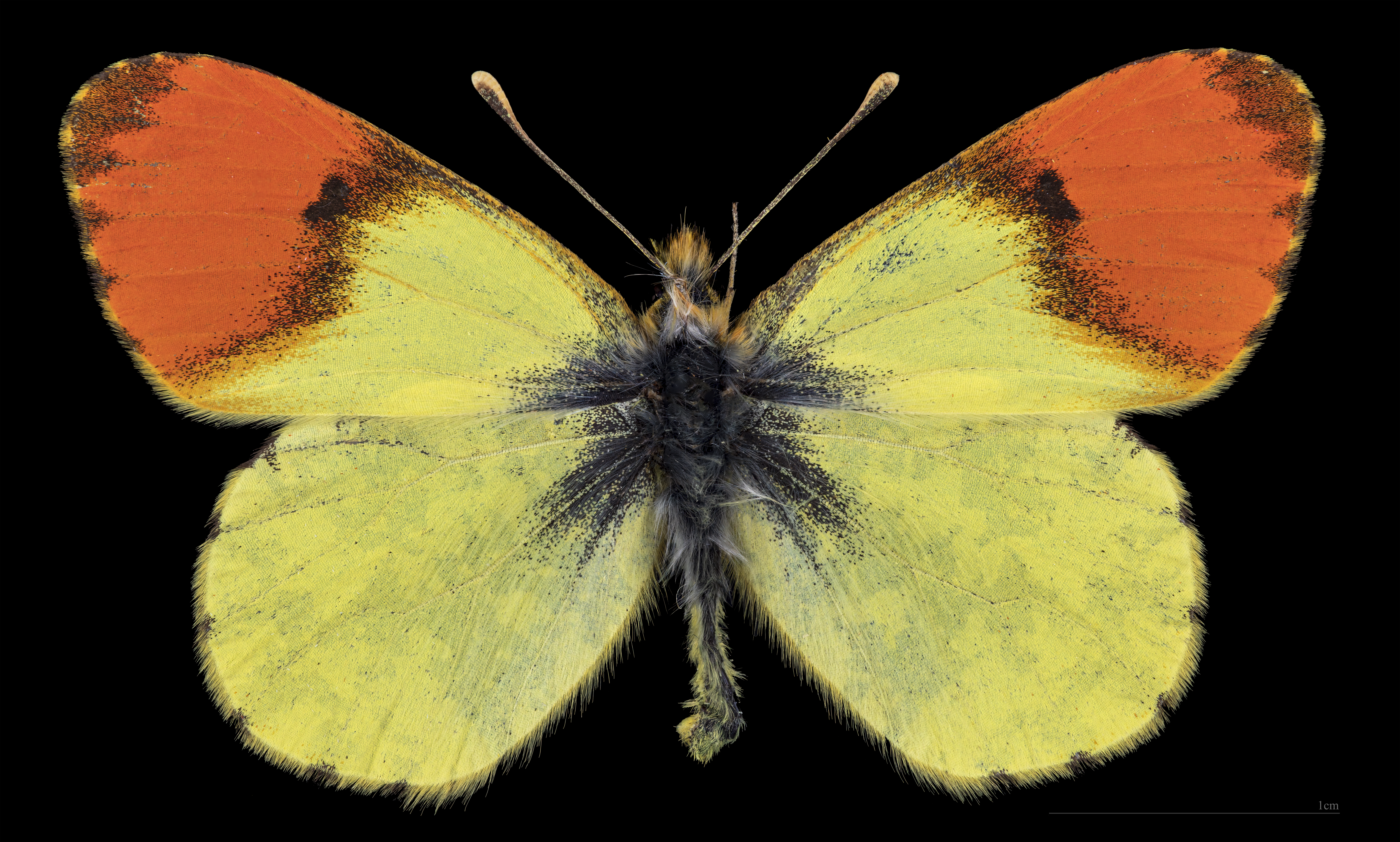
Anthocharis damone ♂
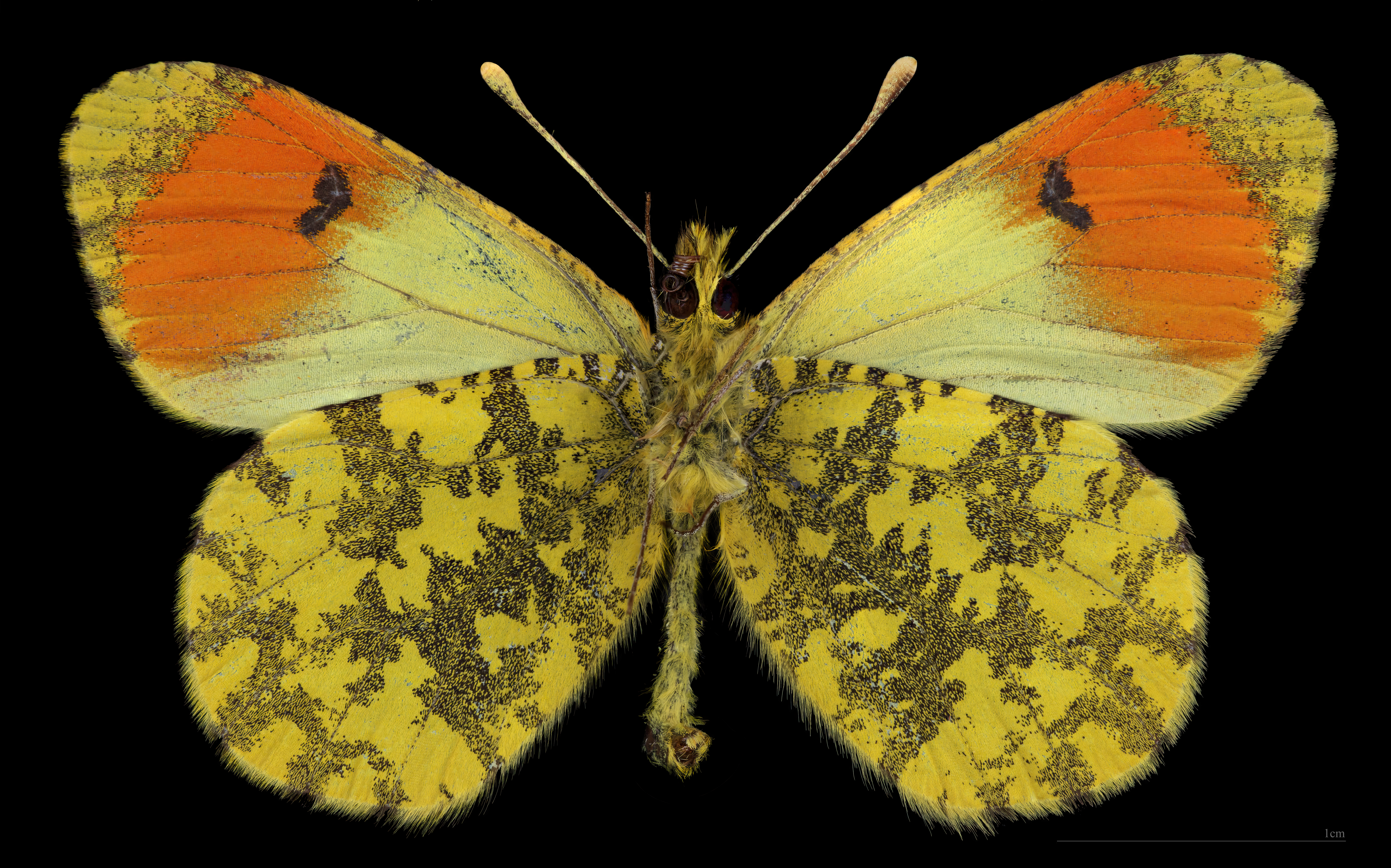
Anthocharis damone ♂   △